# Kick (tjänst)
Kick, även känt som Kick.com, är en tjänst för livestreaming av video. Det drivs av Kick Streaming Pty Ltd och backas upp av Stake.coms grundare Bijan Tehrani, Ed Craven och streamingpersonligheten Trainwreckstv. Kick grundades 2022 som en konkurrent till Amazon-ägda Twitch, med fokus på lösare moderering och högre inkomstandelar för streamers. Kick är mest känd för sina 5 % intäktsavgifter, såväl som sina erbjudanden från 2023 med flera streamers som tidigare varit framstående på Twitch, framför allt inklusive schackstormästaren Hikaru Nakamura, Nickmercs, Adin Ross, Amouranth, Ice Poseidon och xQc.
I juni 2023 hade Kick i genomsnitt 235 000 livestreamningar per dag.